# شون غرينوود
شون غرينوود (بالإنجليزية: Sean Greenwood)‏ هو متزلج صدري أيرلندي، ولد في 30 يوليو 1987 في فانكوفر في كندا.

## وصلات خارجية
- شون غرينوود على موقع IBSF (الإنجليزية)
- شون غرينوود على موقع أوليمبيديا (الإنجليزية)